# Selecció de rugbi XV de Sud-àfrica
La història del rugbi a Sud-àfrica ha estat plena de problemes, sobretot per culpa de les guerres i l'apartheid. Malgrat això, actualment estan classificats com el tercer millor equip del món segons la IRB, després dels All Blacks (Nova Zelanda) i els Wallabies (Austràlia).
Des del 1906 rep el sobrenom de Springboks, un tipus de gasela a Sud-àfrica.

## Història del rugbi a Sud-àfrica

### Inicis (1891-1960)
Els Springboks van començar a jugar a rugbi internacional el 1891, quan un equip compost pels Lions va anar a Sud-àfrica a jugar. Les illes britàniques van jugar diversos partits contra Sud-àfrica en els anys següents i guanyaren tres dels quatre partits que van jugar. A partir del segon partit, el 1896 Sud-àfrica va començar a jugar molt millor, tenien uns davanters molt bons i gràcies a això van guanyar el seu primer partit contra les illes britàniques.
El rugbi a Sud-àfrica era tan popular que el 1902 es va fer un alto el foc temporal, de la Segona Guerra Bòer perquè els anglesos poguessin jugar contra els afrikaans.
El 1903 les illes britàniques van empatar els dos primers partits contra Sud-àfrica i van perdre el tercer. A partir d'aquell moment Sud-àfrica no va perdre cap sèrie de partits fins al 1956.

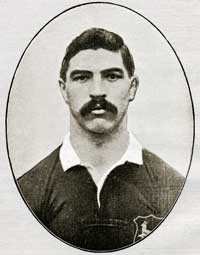
Paul Roos, capità del primer equip de Sud-àfrica que sortia del país i feia una gira per les illes britàniques.

El primer capità important dels Springboks va ser Paul Roos, va ser el capità del primer equip que va sortir de Sud-àfrica a fer una gira per França i les illes Britàniques. Durant aquesta gira es va fer servir el nom de Springboks per primer cop, ja que n'hi havia un a l'escut de l'equip.
Quan va començar la Primera Guerra mundial, Nova Zelanda i Sud-àfrica eren les dues seleccions més bones del món. El 1919 l'exèrcit neozelandès va fer una gira a Sud-àfrica i dos anys més tard Sud-àfrica va fer una gira a Nova Zelanda i Austràlia. La sèrie va acabar com a empat, després que els All Blacks (Nova Zelanda) guanyessin el primer, els Springboks el segon i el tercer fos empatat.
El 1924 els Lions de Gran Bretanya i Irlanda van anar a Sud-àfrica i només van guanyar nou de vint-i-un partits, i van perdre els quatre tests que van fer contra la selecció sud-africana.

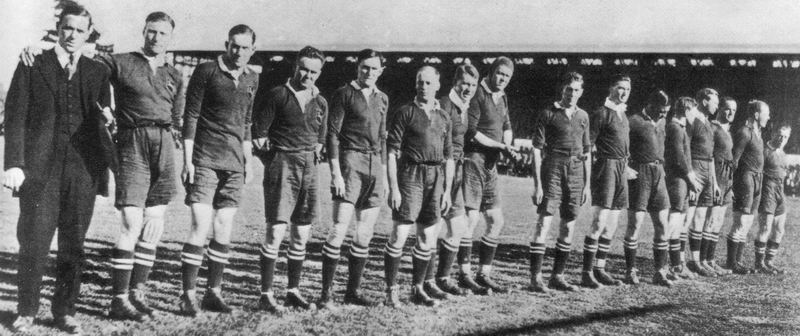
El primer partit de Sud-àfrica contra Nova Zelanda, el 1921

El 1928 els All Blacks van anar a Sud-àfrica per primer cop i van tornar a empatar la sèrie, dos partits a dos.
En la primera meitat del segle XX els Springboks no eren un equip estimat perquè a la gent no li agradava l'estil que feien servir, ja que feien molts xuts per guanyar territori i la gent preferia joc a la mà. Encara que fos així era una tècnica efectiva, van guanyar contra Anglaterra, Escòcia, Irlanda i Gal·les.
El 1937 van tornar a fer una gira a Nova Zelanda i Austràlia en la qual van guanyar a Nova Zelanda 2 partits a 1. El tercer partit el van guanyar cinc assajos a zero.
El 1938 les illes britàniques van tornar a fer una gira per Sud-àfrica en la qual Sud-àfrica va guanyar els primers dos partits, però sorprenentment, va perdre el tercer.
A partir d'aquell moment Sud-àfrica no va jugar cap partit fins al 1949, després de la Segona Guerra Mundial. En aquest any va arribar un nou entrenador, Danie Craven, van guanyar deu partits incloent els tres que van jugar contra els All Blacks. A principis dels anys 50 van fer una gira per Europa en el qual només van perdre un partit de trenta-un. El 1954 Austràlia va fer una gira a Sud-àfrica en la qual van quedar 2-1, però Sud-àfrica va perdre un partit internacional per primer cop des de feia quinze anys. En el 1955 els British and Irish Lions van jugar contra la selecció Sud-africana i van empatar els quatre partits.
El 1952 Sud-àfrica havia guanyat a França per molt i el 1958, quan anaven a jugar la gent pensava que seria un partit avorrit i que Sud-àfrica guanyaria fàcilment. Però la gent s'equivocava, França havia entrenat molt per aquest partit, sobretot en la davantera i van acabar guanyant 9-5 gràcies al seu xutador. Els entrenadors francesos van descriure el partit com una batalla per l'honor de França.

### Apartheid (1960-1993)
L'apartheid va ser inventat pel partit nacional el 1940. Els afrikaans, l'havien inventat per tenir control econòmic i social sobre els sud-africans negres. Als anys 60 es va fer un pla, el “Gran Apartheid”, que feia més èmfasi que la que hi havia abans i discriminava als negres en tots els àmbits. Això va afectar el rugbi d'aquestes maneres:
- L'apartheid prohibia els jugadors no blancs jugar a l'equip nacional de Sud-àfrica, això per tant, va portar a pensar als negres de Sud-àfrica que era un esport de l'home blanc, un símbol del nacionalisme afrikaner.
- Fins al 1960 quan un equip anava a sud-africà, els sud-africans no deixaven jugar als homes negres al seu equip. En el 1960 els altres equips es van començar a negar a jugar amb els Springboks, ja que es considerava un símbol de l'apartheid a Sud-àfrica.
- En el 1970 els Springboks van començar a admetre no-blancs, els primers jugadors d'aquest tipus van ser Errol Tobias i Avril Williams.

- El 1976 vint-i-vuit equips van boicotejar a Sud-àfrica en els jocs olímpics i l'any següent es va fer el tractat de Gleneagles, que descoratjava qualsevol tipus de contacte esportiu amb Sud-àfrica.
- El 1979 els Springboks anaven a fer una gira a França, però el govern francès va anunciar que era inapropiat que equips sud-africans juguessin a França.
- El 1980 Sud-àfrica va fer una gira en la qual va jugar Errol Tobias, el primer Springbok negre.
- El 1981 després de la seva gira per Nova Zelanda, la IRB va prohibir als Springboks de jugar partits internacionals fins que s'acabés l'apartheid. Aquesta sanció va suposar que es perdessin els dos primers mundials de rugbi i una gira dels Lions.

### Post-Apartheid (1994-1999)
El 1994 després d'haver estat vint-i-set anys a la presó, Nelson Mandela va ser votat com a president de Sud-àfrica. Uns dies després de ser proclamat president va anar a veure un partit dels Springboks i es va adonar que els Sud-africans negres animaven a l'altre equip, perquè per ells els Springboks encara representaven l'apartheid. Mandela es va reunir amb François Pienaar, el capità de Sud-àfrica, i li va dir que si guanyaven el mundial del 1995 unirien i inspirarien la nació, més encara perquè el mundial era a Sud-àfrica. Quan Sud-àfrica va guanyar, Mandela es va posar la samarreta amb el número sis, el mateix que el capità, François Pienaar i li va donar la mà. Aquest va ser un gran gest de reconciliació racial. En la pel·lícula “Invictus” es mostra aquest fet, com Mandela creu que el mundial pot canviar Sud-àfrica i queda demostrat.
El 1996 Sud-àfrica va participar en la competició Tres nacions, en la qual van participar Nova Zelanda, Austràlia i Sud-àfrica. Els Springboks van quedar segons per darrere dels All Blacks. En aquell any van perdre quatre cops contra Nova Zelanda, dos d'aquests a les tres nacions.
Aquest va ser el primer any de rugbi professional i va ser car i problemàtic per tots els països amb tradició rugbista, incloent Sud-àfrica.
El 1997 també va ser problemàtic pels Springboks, va començar de forma molt dolenta, ja que l'entrenador, André Markgraaff, va dimitir després que sortís a l'aire que havia fet comentaris racistes. Carel du Plessis va ser nomenat el nou entrenador, els Springboks de du Plessis van ser un desastre. Van perdre una gira contra uns Lions mediocres i els All Blacks els van guanyar per un rècord de puntuació. Abans de finals de temporada van guanyar a Austràlia per una quantitat rècord, però Du Plessis igualment perdria el seu lloc de treball.
Un nou entrenador va ser nomenat, Nick Mallett, va refer l'equip i se'n va anar de gira a Europa. A França van guanyar per una quantitat rècord, van fer set assajos. A Anglaterra van fer rècords igual que contra Escòcia, van quedar 10-68.
El 1998 van guanyar dos partits contra Irlanda i després van guanyar a Gal·les i Anglaterra. També van guanyar les tres nacions sense perdre cap partit, incloent una increïble victòria de 23-24 contra Nova Zelanda, ja que quan quedaven 12 minuts perdien 23-5. A finals d'any van fer una gira per Europa en la qual van guanyar contra Gal·les, Escòcia i Irlanda, però finalment van perdre contra Anglaterra.
En el 1999 va haver un altre mundial, van arribar a les semifinals on van perdre contra Austràlia al temps extra. Van guanyar a Nova Zelanda per quedar tercers. No va ser un gran any per Sud-àfrica, ja que van perdre contra Gal·les per primer cop i al tres nacions només van guanyar un partit.

### El nou mil·lenni (2000-)
El 2000 tampoc va ser un bon any pels Springboks perquè van tornar a quedar últims al tres nacions i només van guanyar un partit, contra els All Blacks. Al final de l'any els Springboks van fer una gira per Argentina, Irlanda, Gal·les i Anglaterra. Van guanyar contra tots menys Anglaterra. L'any següent van guanyar contra els Barbarians.
El 2002 Anglaterra va guanyar contra Sud-àfrica 53-3 i va ser la seva pitjor derrota de la història. El 2002 i 2003 també van perdre per quantitats rècord contra França, Escòcia i Nova Zelanda. Al mundial del 2003 també van jugar molt malament, només van guanyar a Argentina per un punt i van ser eliminats als quarts de final, la seva pitjor marca als mundials.
El 2004 va ser un bon any pels Springboks, van ser nomenats equip de l'any, tenien l'entrenador de l'any i el seu flanker, Schalk Burger va ser jugador de l'any.
En el 2005 van guanyar a Uruguai per un rècord. Van quedar segons al tres nacions, després de perdre el seu partit final contra Nova Zelanda.

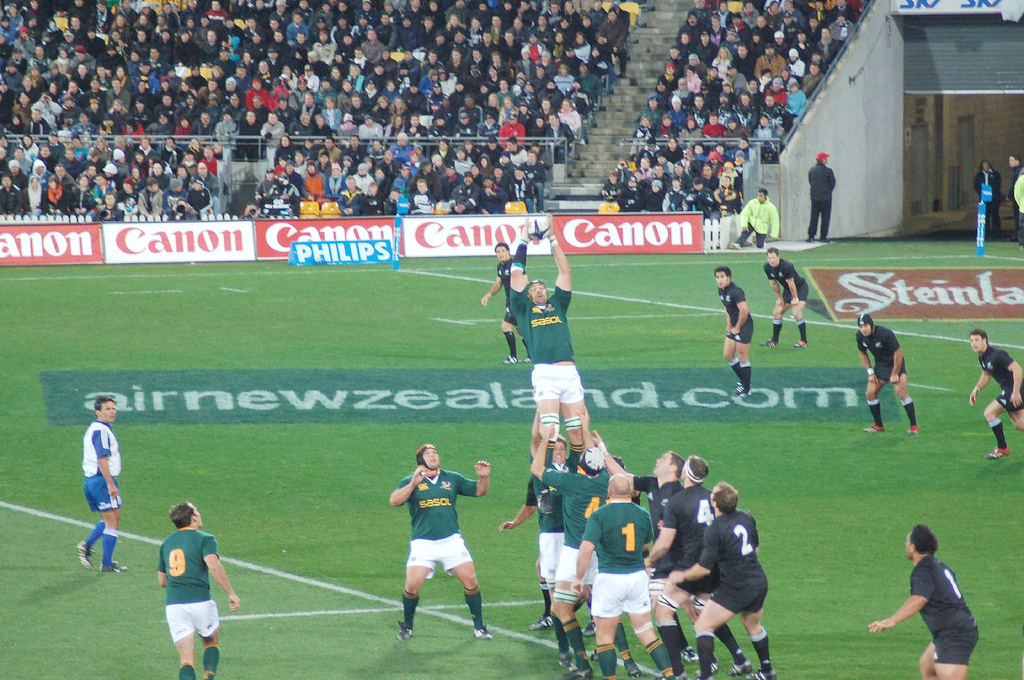
Partit del tres nacions entre els Springboks i els All Blacks, van guanyar els All Blacks

 El 2006 es va veure que Sud-àfrica tenia un bon equip i hi havia possibilitats que guanyessin el mundial.
El 2007 van començar en el mateix grup que Anglaterra contra els quals van guanyar 36-0. Tots els altres equips del seu grup els van guanyar amb facilitat i van passar als quarts de final, juntament amb Anglaterra. Als quarts de final van guanyar 37-20 contra Fiji i 37-13 a l'Argentina a les Semifinals. A la final van tornar a jugar contra Anglaterra i van guanyar 15-6, emportant-se la copa mundial per segon cop i sent un dels únics dos que ho havia aconseguit.
El 2008 van començar amb dos victòries contra Gal·les i una contra Itàlia, però a les tres nacions van jugar malament i van quedar últims amb només dos victòries.
El 2009 van guanyar 2 partits a 1 contra els Lions i es van emportar el tres nacions amb victòries sobre els All Blacks i els Wallabies. A finals d'any van perdre contra França, van guanyar contra Itàlia i van perdre contra Irlanda. Van ser nomenats equip de l'any.
El 2010 van guanyar contra Gal·les, França, i dos contra Itàlia. Aquell any se suposava que anaven a guanyar el tres nacions, però van perdre el primer partit contra Nova Zelanda 32-12 i a partir d'aquest moment van perdre partits seguits i van quedar últims.
El 2011 Sud-àfrica va començar amb un equip molt contradictori, dels jugadors habituals només n'hi havia dos, John Smit (el capità) i Morné Steyn. En el mundial els va tocar en el grup de Gal·les, Samoa, Fiji i Namíbia, van guanyar el primer partit contra Gal·les, però per molt poc, 17-16. També van guanyar tots els seus altres partits i van quedar primers de grup. Als quarts de final van jugar contra Austràlia i van perdre 11-9, aquí es va acabar el seu mundial on van guanyar els All Blacks.
Aquest any el tres nacions ha passat a ser Rugby Championship, ja que ara són quatre nacions perquè s'ha afegit Argentina. Aquest any Sud-àfrica ha guanyat dos partits, ha empatat un i ha perdut un. El guanyador han sigut els All Blacks.
Al novembre i el desembre Sud-àfrica han fet partits de test contra països de l'hemisferi nord, concretament països Europeus.

## Sud-àfrica en el Rugbi Championship (des de 2012)
A partir de l'any 2012 Austràlia, Nova Zelanda, Sud-àfrica i Argentina disputen el Rugbi Championship, un torneig anual que ajunta a les 4 seleccions de rugbi més poderoses de l'hemisferi sud. En la seva primera edició Austràlia va acabar en la segona posició.
| Campionat de rugbi (2012 – ) | Campionat de rugbi (2012 – ) | Campionat de rugbi (2012 – ) | Campionat de rugbi (2012 – ) | Campionat de rugbi (2012 – ) | Campionat de rugbi (2012 – ) | Campionat de rugbi (2012 – ) | Campionat de rugbi (2012 – ) | Campionat de rugbi (2012 – ) | Campionat de rugbi (2012 – ) | Campionat de rugbi (2012 – ) |
| Nació                        | Partits                      | Partits                      | Partits                      | Partits                      | Punts                        | Punts                        | Punts                        | Punts extra                  | Taula de punts               | Campionats                   |
| Nació                        | jugats                       | guanyats                     | retirats                     | perduts                      | a favor                      | en contra                    | dif                          | Punts extra                  | Taula de punts               | Campionats                   |
| ---------------------------- | ---------------------------- | ---------------------------- | ---------------------------- | ---------------------------- | ---------------------------- | ---------------------------- | ---------------------------- | ---------------------------- | ---------------------------- | ---------------------------- |
| Nova Zelanda                 | 21                           | 18                           | 1                            | 2                            | 628                          | 337                          | +291                         | 11                           | 85                           | 3                            |
| Austràlia                    | 21                           | 10                           | 1                            | 10                           | 434                          | 515                          | −81                          | 3                            | 45                           | 1                            |
| Sud-àfrica                   | 21                           | 10                           | 1                            | 10                           | 522                          | 424                          | +98                          | 10                           | 52                           | 0                            |
| Argentina                    | 21                           | 2                            | 1                            | 18                           | 337                          | 645                          | −308                         | 8                            | 18                           | 0                            |

Actualització: 8 d'agost de 2015 
 Fonts: espnscrum.com

## Estadístiques
Estadístiques fetes per la IRB
| Adversari            | Jugats | Guanyats | Perduts | Empatats |
| -------------------- | ------ | -------- | ------- | -------- |
| Argentina            | 15     | 14       | 0       | 1        |
| Austràlia            | 76     | 42       | 33      | 1        |
| Canadà               | 2      | 2        | 0       | 0        |
| Anglaterra           | 35     | 21       | 12      | 2        |
| Fiji                 | 3      | 3        | 0       | 0        |
| França               | 38     | 21       | 11      | 6        |
| Geòrgia              | 1      | 1        | 0       | 0        |
| Irlanda              | 20     | 15       | 4       | 1        |
| Itàlia               | 10     | 10       | 0       | 0        |
| Lions                | 46     | 23       | 17      | 6        |
| Namíbia              | 2      | 2        | 0       | 0        |
| Nova Zelanda         | 85     | 34       | 48      | 3        |
| Romania              | 1      | 1        | 0       | 0        |
| Samoa                | 7      | 7        | 0       | 0        |
| Escòcia              | 21     | 16       | 5       | 0        |
| Espanya              | 1      | 1        | 0       | 0        |
| Tonga                | 2      | 2        | 0       | 0        |
| Estats Units         | 3      | 3        | 0       | 0        |
| Uruguai              | 3      | 3        | 0       | 0        |
| Gal·les              | 26     | 24       | 1       | 1        |
| World XV             | 3      | 3        | 0       | 0        |
| Sud-amèrica XV       | 8      | 7        | 1       | 0        |
| Barbarians Britànics | 7      | 3        | 4       | 0        |
| Pacific Islanders    | 1      | 1        | 0       | 0        |
| Total                | 419    | 263      | 156     | 21       |